# 大衛·布魯克斯
大衛·羅伯特·布魯克斯（英語：David Robert Brooks，1997年7月8日—），威爾斯職業足球運動員，司職中場，現效力英超俱樂部伯恩茅斯，威爾斯足球代表隊成員。

## 生涯
青年時期曾為英格蘭U20及威爾斯U21出場過，2017年時，他首次為威爾斯代表隊出場比賽。
2017-18賽季時，他在谢菲尔德联時有了一連串驚人的表現，緊接著在2018年的夏天，他在伯恩茅斯的教練的邀請下加盟了伯恩茅斯。
2021年5月，布魯克斯被選入威爾士隊2020年歐洲國家盃大名單。

## 個人生活
2021年10月13日，布魯克斯被確診為霍奇金淋巴瘤第2期。布魯克斯在一週前因病退出了威爾士隊。經威爾士醫務人員送醫檢查後，確診。在最初的陽性預後後，他將從下一周開始接受治療。
2022年5月3日，布魯克斯宣布他已經完全康復，現在沒有癌症。

## 榮譽

### 國家隊
英格蘭U20
- 土倫盃國際足球錦標賽冠軍：2017

### 個人
- 威爾士年度足球先生：2018[8]

## 外部連結
- Soccerway資料庫：大衛·布魯克斯